# Isla Gueishan
Isla Gueishan (en chino: 龜山島; pinyin: Guīshāndǎo; Tongyong Pinyin:Gueishandǎo,   también escrito Isla Tortuga o Isla Kweishan)
es una isla en el océano Pacífico, actualmente administrada por el condado de Ilan, de Taiwán y situada 9,1 kilómetros (5,7 millas) al este del puerto pesquero de Kengfang. La isla es la cima de un estratovolcán andesítico que se eleva desde el fondo del mar. Es el único volcán activo en Taiwán, mostrando fumarolas activas y solfataras. Tiene una superficie de 2,841 kilómetros cuadrados (1,097 millas cuadradas), y en el punto más alto alcanza los 401 m (1316 pies) sobre el nivel del mar.